# Колканнон
Колканнон (ірл. Cál ceannann- «Білокачанна капуста», англ. Colcannon) — традиційна ірландська страва, яку готуєть з картопляного пюре і капусти браунколь або городньої капусти. Існує величезна кількість рецептів колканнону, і зазвичай подається, як гарнір до вареної шинки, смаженої грудинки, сосисок. Через свою дешевизну та доступність продуктів раніше цю старву готували цілий рік, тепер можна сказати, що це сезонна страва, яку готують, як правило, восени в сезон достигання капусти.